# Hydrellia ipsata
Hydrellia ipsata är en tvåvingeart som beskrevs av Tadeusz Zatwarnicki 1988. Hydrellia ipsata ingår i släktet Hydrellia och familjen vattenflugor. Inga underarter finns listade i Catalogue of Life.